# Karl Gabel
Karl Gabel ist eine Comicfigur des Berliner Karikaturisten Erich Schmitt. Er ist der Held mehrerer Weltraumabenteuer, die in Form von Comicstrips  erst in der Wochenpost und später in der Wochenendbeilage der Berliner Zeitung abgedruckt worden sind.

## Entwicklung
Nach dem Start der Wochenzeitung Wochenpost bemühte sich der Chefredakteur nach dem Vorbild westdeutscher Zeitschriften auch sein Blatt durch einen Comicstrip aufzuwerten. Man fand in dem bereits beliebten Erich Schmitt einen Partner für das Projekt. Dieser war Fan von Science-Fiction-Geschichten und wählte dieses Genre für seinen Comic „Die Reise zu den Proximanen“. Bei den „Proximanen“ handelt es sich um die Bewohner eines Planeten um Proxima Centauri. Dieser Comic startete in der letzten Ausgabe des Jahres 1955 mit einer kleinen Vorgeschichte, den Schmitt erstmal mit einem kleinen Einleitungstext fortsetzte, bevor die Geschichte am 7. Januar 1956 endgültig begann.
Obwohl sich die Serie von Anfang an großer Beliebtheit erfreute, wurde sie erst einmal nicht fortgesetzt. Erst 1967 entschloss man sich bei der Berliner Zeitung, die Geschichte erneut abzudrucken. Doch man begnügte sich nicht damit, das Ganze in der schon einmal erschienenen Fassung nochmals zu bringen. Erich Schmitt, der sich mittlerweile zeichnerisch weiterentwickelt hatte, war mit seiner ersten Fassung nicht mehr so zufrieden und zeichnete die ganze Geschichte neu. Inhaltlich veränderte er dabei nur wenig. Zeichnerisch sind deutliche Verbesserungen erkennbar. Am auffälligsten ist, dass die gesamtdeutsche Mannschaft der Urfassung durch eine deutsch-sowjetische Mannschaft ersetzt wurde. So erschien „Die Reise zu den Proximanen“ in überarbeiteter Fassung ab 1967 in der Berliner Zeitung. 
Die Geschichte wurde von den Lesern überschwänglich aufgenommen, so dass Erich Schmitt fünf Jahre später die Fortsetzung „Aloa, der 5. Planet“ folgen ließ. Durch den großen Erfolg ermutigt, ließ der Eulenspiegel-Verlag noch 1973 die Buchfassung der beiden Abenteuer folgen. Dabei wurde von der „Reise zu den Proximanen“ nur die zweite Fassung verwendet, so auch bei der späteren Aufnahme der beiden Geschichten in dem sehr populären „Dicken Schmitt-Buch“. 1975 folgten mit „Der Weltraum-Katamaran“ und 1979 mit „Auf Tierfang im Kosmos“ zwei weitere Fortsetzungen. 1980 wurden alle vier Geschichten erfolgreich in dem Sammelband „Karl Gabels sämtliche Weltraumabenteuer“ veröffentlicht, wobei die Urfassung abermals unter den Tisch fiel. Im „Dicken Schmitt-Buch“ fanden die beiden Abschlussfolgen bis heute keine Aufnahme. Erst im Jahre 2006 wurde auch die Urfassung von „Die Reise zu dem Proximanen“ erstmals in gesammelter Form im Holzhof-Verlag veröffentlicht.
Die Figur des Karl Gabel hat Erich Schmitt wie auch die des Kuno Wimmerzahn seinem eigenen Äußeren nachempfunden, weshalb Gabel auch eine für einen Raumfahrer recht unsportliche Figur hat.

## Veröffentlichungen
- Die Reise zu den Proximanen, Wochenpost, 52/1955 – 31/1956
- Die Reise zu den Proximanen, Berliner Zeitung, 2. Juli 1967 – 28. April 1968
- Aloa, der 5. Planet, Berliner Zeitung, 2. Mai 1973 –  6. Januar 1974
- Karl Gabels Weltraumabenteuer, Sammelband, Berlin 1973
- Das dicke Schmitt-Buch, Sammelband, Eulenspiegel-Verlag, Berlin, 1968
- Der Weltraum-Katamaran, Berliner Zeitung, 15. Februar 1975 – 31. Januar 1976
- Auf Tierfang im Kosmos, Berliner Zeitung, 3. Februar 1979 – 17. Oktober 1979
- Karl Gabels sämtliche Weltraumabenteuer, Sammelband, Berlin, 1980
- Die Reise zu den Proximanen (Urfassung), Holzhof-Verlag, Dresden, 2006